# Helicteres urupaensis
Helicteres urupaensis är en malvaväxtart som beskrevs av N. Leane M. da Costa. Helicteres urupaensis ingår i släktet Helicteres och familjen malvaväxter. Inga underarter finns listade i Catalogue of Life.